# Szabó Pál (bányász)
Szabó Pál (Császta, 1922. szeptember 25. – Pécs, 1985. december 22.) bányász, 1950-től 1980-ig a Baranya megyei Gyógyszertári Központ munkásigazgatója.

## Életútja
1922-ben született Császta községben (azóta beolvadt Mázaszászvárba, majd Szászvárba). Bányászcsaládból származott: nagyapja, apja és két bátyja is a szászvári bányában dolgozott, ő maga 17 évesen kezdett el dolgozni. A megfelelő tanfolyamok elvégzése után csillés, segédvájár, vájár, bányamentő és robbantómester is volt.
1945-től részt vett a munkásmozgalomban, 1946-ban belépett a Magyar Kommunista Pártba.
1948-ban kerületi versenytitkár lett Szászvár-Máza és nagymányoki bányaüzemeknél. Az államosítás után, 1948-ban függetlenített SZB (Szakszervezeti Bizottság) titkár, 1949-ben üzemi párttitkár lett. Rövid időre áthelyezték a komlói járási pártbizottság agitációs és propaganda osztályára. 1950 májusában behívták sorkatonai szolgálatra, de három hónapos kiképzés után leszerelték. Ekkor jelentkezett a komlói bányaműszaki iskolába.

## Kinevezése
1950. július 28-án reggel azonnali hatállyal behívták a megyei pártbizottságra, ahol Szikra Sándor megyei első titkár, Szendrei Ferenc a Népjóléti Minisztérium államosítási biztosa és Seregély József a Pártbizottság ipari és kereskedelmi osztályának vezetője várták. Közölték vele, hogy ő lesz a leendő új gyógyszertár vállalat igazgatója.

Még leülni is elfelejtettem a meglepetéstől, és csak azon csodálkoztam, hogy nem nyílott meg alattam a padló, vagy nem szakadt rám a mennyezet. Ez olyan meglepetés volt, amire nem számítottam, mert minden eddigi elképzeléssel célkitűzéssel ellentétes volt. Ugyanis régi eltökélt szándékom a bányaműszaki képzés és továbbképzés volt. Hosszú percek után végre szót mertem kérni és bejelentettem Szikra elvtársnak, hogy: "köszönöm ezt a szép és megtisztelő feladatot" de nem vállalhatom el a következő okok miatt:
1. Nekem nincs meg a képzettségem ahhoz, hogy egy vállalatot vezessek.
2. Gyógyszertárban csak akkor jártam eddig, amikor szegény jó édesanyám elküldött, vagy magamnak kellett valamilyen gyógyszer.
3. Én nem akarok igazgató lenni egy számomra ismeretlen területen. Nem akarom elhagyni a bányaüzemet. Most jelentkeztem bányaműszaki iskolára és én az a típusú ember vagyok, aki merész és vakmerő vállalkozásokra hajlamos. Még akkor is, ha föld mélyén az életemmel játszom.

– Szabó Pál visszaemlékezése kinevezése körülményeire (1985)

Feladataként az államosítási rendeletnek a párt és a kormány nevében történő végrehajtását, és az új szocialista gyógyszerellátás megszervezését szabták meg.
Azonnal megkapta az új vállalat alapítólevelét, az államosításról aznap kiadott rendelet szövegét, és megkezdték a gyógyszertárak leltározását.

## Tevékenységének utólagos megítélése
Szabó jó szándékú, emberséges vezető volt, akit munkatársai szerettek és megbecsültek. Támogatta és befogadta az akkoriban „mellőzött” szakembereket, így komoly szakembergárdát tudott maga körül kialakítani.

## Kitüntetései
- Munka Érdemrend arany fokozata (1975)[1]